# Jimmy Algerino
Ne doit pas être confondu avec L'Algérino.
Jimmy Algerino, né le 28 octobre 1971 à Toulouse, est un footballeur français qui évolue principalement au poste de défenseur latéral droit. Il a fait la majeure partie de sa carrière avec le Paris Saint-Germain.

## Biographie

### Les débuts
Natif de Toulouse, Jimmy Algérino évolue comme ailier droit à ses débuts. Il ne réussit pourtant pas à intégrer le centre de formation du Toulouse FC et il tente sa chance alors à Niort. À cause des déboires financiers du club, il ne finit pas sa formation et pose ses valises sur le Rocher à l'été 1991. Il ne reste qu'une saison mais c'est la rencontre d'Arsène Wenger qui va le plus marquer sa carrière sur le point de vue footballistique : « Celui qui m'a le plus marqué fut Arsène Wenger à Monaco. Même si j'étais jeune et que je n'ai pas beaucoup joué, il m'a apporté et restera le plus marquant. Et puis quand on voit le parcours qu'il a eu… ».
La saison suivante, il rebondit à Épinal puis rejoint la Berrichonne de Châteauroux où il reste trois saisons. Il est d'ailleurs champion de National en 1994 avec le club berrichon. En D2, il s'affirme comme un solide arrière latéral et est remarqué par le PSG, qu'il rejoint en 1996.

### L'apogée de sa carrière au Paris SG
Au PSG, il connait à la fois la belle époque et le déclin de « l'après Denisot ». Il joue avec des joueurs comme Rai, Leonardo, Bernard Lama ou Julio César Dely Valdes. Dès sa première saison, il est vice-champion de France 1996-97 et finaliste de la Coupe des Coupes (défaite 0-1 contre Barcelone).
La saison suivante, il est de l'équipe qui réalise le doublé Coupe de France-Coupe de la Ligue 1998. Ce doublé est une consolation aux piètres performances du club en championnat (8e) et en Ligue des champions (élimination en phase de poules). C'est le début de la déchéance pour le club de la capitale. La saison 1998-1999 voit défiler trois entraineurs (Alain Giresse, Artur Jorge et Philippe Bergeroo) mais il joue quand même 30 matchs de Championnat.
Le PSG redresse la tête en 1999-2000 mais Jimmy se blesse gravement à Marseille au genou et rate la fin de saison. Il revient lors de la suivante mais l'arrivée de Luis Fernandez en janvier 2001 va sceller son avenir au club.

### Une saison difficile
En 2001, il tente l'aventure en Italie, à Venise, remonté en Serie A. Il joue peu et le changement d'entraîneur précipite son retour en France 6 mois plus tard. Il signe 6 mois au FC Sochaux où il joue 11 matchs.

### Retour à Châteauroux et fin de carrière
Il revient ensuite à ses premières amours en jouant deux saisons à La Berrichonne de Châteauroux. Il peine à retrouver un bon niveau physique mais atteint la finale de la Coupe de France 2004 avec son ami depuis l'époque de PSG, Éric Rabésandratana. À l'été 2004, il termine sa carrière en Serie C italienne à l'AC Legnano, le club de Marco Simone, qui lui avait demandé de faire une pige.

### Reconversion
Depuis 2007, il fait partie de l'association « Salsa Toulouse Club » et il est formateur à l'US Castanet, le club de football de Castanet-Tolosan, à côté de Toulouse.

## Statistiques
| Saison                | Club                   | Championnat           | Championnat | Championnat | Coupe nationale | Coupe nationale | Coupe de la Ligue | Coupe de la Ligue | Supercoupe | Supercoupe | Compétition(s) continentale(s) | Compétition(s) continentale(s) | Compétition(s) continentale(s) | Supercoupe UEFA | Supercoupe UEFA | Total | Total |
| Saison                | Club                   | Division              | M.          | B.          | M.              | B.              | M.                | B.                | M.         | B.         | Comp.                          | M.                             | B.                             | M.              | B.              | M.    | B.    |
| 1990-1991             | Chamois niortais       | Division 2            | 15          | 0           | 2               | 0               | -                 | -                 | -          | -          | -                              | -                              | -                              | -               | -               | 17    | 0     |
| 1991-1992             | AS Monaco              | Division 1            | 3           | 0           | 1               | 0               | -                 | -                 | -          | -          | -                              | -                              | -                              | -               | -               | 4     | 0     |
| 1992-1993             | SAS Épinal             | Division 2            | 33          | 1           | 2               | 0               | -                 | -                 | -          | -          | -                              | -                              | -                              | -               | -               | 35    | 1     |
| 1993-1994             | LB Châteauroux         | National              | 26          | 0           | 1               | 0               | -                 | -                 | -          | -          | -                              | -                              | -                              | -               | -               | 27    | 0     |
| 1994-1995             | LB Châteauroux         | Division 2            | 41          | 1           | 4               | 0               | 4                 | 0                 | -          | -          | -                              | -                              | -                              | -               | -               | 49    | 1     |
| 1995-1996             | LB Châteauroux         | Division 2            | 37          | 3           | 1               | 0               | 2                 | 0                 | -          | -          | -                              | -                              | -                              | -               | -               | 40    | 3     |
| 1996-1997             | Paris Saint-Germain    | Division 1            | 27          | 1           | 1               | 0               | 1                 | 0                 | -          | -          | C2                             | 7                              | 0                              | 2               | 0               | 38    | 1     |
| 1997-1998             | Paris Saint-Germain    | Division 1            | 30          | 1           | 6               | 0               | 5                 | 0                 | -          | -          | C1                             | 7                              | 0                              | -               | -               | 48    | 1     |
| 1998-1999             | Paris Saint-Germain    | Division 1            | 30          | 3           | 2               | 0               | 3                 | 0                 | 1          | 0          | C2                             | 2                              | 0                              | -               | -               | 38    | 3     |
| 1999-2000             | Paris Saint-Germain    | Division 1            | 20          | 2           | 1               | 1               | 1                 | 0                 | -          | -          | -                              | -                              | -                              | -               | -               | 22    | 3     |
| 2000-2001             | Paris Saint-Germain    | Division 1            | 21          | 0           | 1               | 0               | 1                 | 0                 | -          | -          | C1                             | 9                              | 1                              | -               | -               | 32    | 1     |
| 2001-jan 2002         | Venezia Calcio         | Serie A               | 8           | 0           | -               | -               | -                 | -                 | -          | -          | -                              | -                              | -                              | -               | -               | 8     | 0     |
| jan 2002-2002         | FC Sochaux-Montbéliard | Division 1            | 11          | 0           | -               | -               | -                 | -                 | -          | -          | -                              | -                              | -                              | -               | -               | 11    | 0     |
| 2002-jan 2003         | FC Sochaux-Montbéliard | Ligue 1               | -           | -           | -               | -               | -                 | -                 | -          | -          | -                              | -                              | -                              | -               | -               | 0     | 0     |
| jan 2003-2003         | LB Châteauroux         | Ligue 2               | 12          | 0           | -               | -               | -                 | -                 | -          | -          | -                              | -                              | -                              | -               | -               | 12    | 0     |
| 2003-2004             | LB Châteauroux         | Ligue 2               | 20          | 2           | 6               | 0               | -                 | -                 | -          | -          | -                              | -                              | -                              | -               | -               | 26    | 2     |
| Total sur la carrière | Total sur la carrière  | Total sur la carrière | 334         | 14          | 28              | 1               | 17                | 0                 | 1          | 0          | -                              | 25                             | 1                              | 2               | 0               | 407   | 16    |

- 142 matchs et 7 buts en Division 1/Ligue 1
- 158 matchs et 7 buts en Division 2/Ligue 2
- 26 matchs en National 1
- 8 matchs en Serie A
- 16 matchs et 1 but en Ligue des Champions
- 9 matchs en Coupe d'Europe des Vainqueurs de Coupe

## Palmarès
- Vainqueur de la Coupe de France en 1998 avec le Paris SG
- Vainqueur de la Coupe de la Ligue en 1998 avec le Paris SG
- Vainqueur du Trophée des Champions en 1998 avec le Paris SG
- Champion de National 1 en 1994 avec La Berrichonne de Châteauroux
- Finaliste de la Supercoupe d'Europe en 1996 avec le Paris SG
- Finaliste de la Coupe d'Europe des Vainqueurs de Coupe en 1997 avec le Paris SG
- Vice-champion de France en 1992 avec l'AS Monaco, en 1997 et en 2000 avec le Paris SG
- Finaliste de la Coupe de France en 2004 avec La Berrichonne de Châteauroux